# Guerre d'indipendenza scozzesi
Le guerre di indipendenza scozzesi furono una serie di campagne militari combattute tra il Regno di Scozia e il Regno d'Inghilterra a cavallo tra XIII secolo e XIV secolo.
La Prima Guerra (1296–1328) iniziò con l'invasione inglese della Scozia nel 1296, e terminò con la firma del Trattato di Edimburgo-Northampton del 1328. La Seconda Guerra (1332–1357) iniziò con l'invasione di Edoardo Balliol, sostenuta dall'Inghilterra e i "Diseredati" nel 1332, e terminò nel 1357 con la firma del Trattato di Berwick. Le guerre furono parte di una grande crisi nazionale della Scozia e il periodo divenne uno dei momenti più determinanti della storia della nazione. Al termine di entrambe le guerre, la Scozia mantenne il proprio status di nazione indipendente. Le guerre furono importanti per altre ragioni, come la nascita dell'arco lungo, arma fondamentale nella guerra medievale.

## Prima guerra d'indipendenza: 1296–1328

### Retroscena
Re Alessandro III di Scozia era morto nel 1286, lasciando la nipotina di quattro anni Margherita di Scozia (chiamata la "Pulzella di Norvegia") come sua erede. Nel 1290, i Guardiani di Scozia avevano firmato il Trattato di Birgham accettando il matrimonio della Pulzella di Norvegia con Edoardo di Caernarvon, figlio di Edoardo I, che era il prozio di Margaret. Questo matrimonio avrebbe dovuto rinsaldare un'unione tra Scozia e Inghilterra. Gli Scozzesi insistettero perché il Trattato dichiarasse che la Scozia fosse separata e divisa dall'Inghilterra e che i suoi diritti, leggi e costumi fossero totalmente ed inviolabilmente preservati per sempre.
Tuttavia, Margaret, in viaggio verso il suo nuovo regno, morì subito dopo essere giunta alle Isole Orcadi verso il 26 settembre 1290. Con la sua morte, apparvero 14 rivali per la successione. I due maggiori pretendenti alla corona scozzese furono Robert Bruce, V Signore di Annandale (nonno del futuro Re Robert Bruce) e John Balliol, Lord di Galloway. Temendo una guerra civile tra le famiglie Bruce e Balliol e i loro sostenitori, i Guardiani di Scozia scrissero a Edoardo I d'Inghilterra, chiedendogli di recarsi a nord per fungere da arbitro tra i pretendenti per evitare la guerra civile.
Edoardo accettò di incontrare i guardiani a Norham nel 1291. Prima che l'evento iniziasse, Edoardo insistette che egli fosse riconosciuto come Lord Supremo (Lord Paramount)  di Scozia, il superiore feudale del regno, e dopo qualche resistenza iniziale, questa precondizione fu infine accettata. Ciò pose gli scozzesi in una posizione vulnerabile. Durante l'incontro, Edoardo ebbe il proprio esercito accanto, in caso di problemi. Diede ai pretendenti tre settimane per accettare le proprie condizioni. Senza Re e senza esercito pronto, gli Scozzesi ebbero poche scelte. I pretendenti alla corona accettarono Edoardo come loro Lord Supremo e accettarono il suo arbitrato. La loro decisione fu influenzata in parte dal fatto che la maggior parte dei pretendenti possedeva grandi proprietà in Inghilterra e, quindi, le avrebbero perdute se avessero sfidato il re inglese.
L'11 giugno, in veste di Lord Paramount di Scozia, Edoardo I ordinò che ogni castello reale scozzese fosse temporaneamente posto sotto il proprio controllo e che ogni funzionario scozzese rassegnasse le proprie dimissioni per essere riassunto da lui. Due giorni dopo, ad Upsettlington, i Guardiani del regno e i principali nobili scozzesi si riunirono per giurare fedeltà a Re Edoardo I come Lord Paramount. A tutti gli Scozzesi fu inoltre richiesto di rendere omaggio a Edoardo I, di persona o presso uno dei centri designati entro il 27 luglio 1291. Si tennero tredici incontri da maggio ad agosto 1291 a Berwick, dove i pretendenti alla corona difesero le proprie cause davanti a Edoardo, in quella che fu poi chiamata la "Grande causa" ("Great Cause"). Le pretese di molti dei partecipanti furono respinte, lasciando Balliol, Bruce, Fiorenzo V d'Olanda e Giovanni di Hastings di Abergavenny, 2º Barone Hastings, come i soli uomini che avevano provato di essere diretti discendenti di Davide I.
Il 3 agosto, Edoardo chiese a Balliol e Bruce di scegliere ciascuno 40 arbitri, mentre egli ne avrebbe scelti 24, per decidere il caso. John Balliol fu nominato re a maggioranza il 17 novembre 1292 e il 30 novembre fu incoronato Re di Scozia (Re Giovanni) presso l'Abbazia di Scone. Il 26 dicembre, a Newcastle upon Tyne, Re Giovanni giurò fedeltà al Re Edoardo I per il Regno di Scozia. Edoardo fece immediatamente capire che considerava il paese come uno stato vassallo. Balliol, indebolito dai membri della fazione di Bruce, lottò per resistere, respingendo le pretese di Edoardo. Nel 1294, Edoardo convocò John Balliol perché comparisse davanti a lui, e ordinò quindi che entro il 1º settembre 1294 fornisse truppe e fondi scozzesi per la sua invasione della Francia.
Al suo ritorno in Scozia, John tenne una riunione con il suo consiglio e, dopo alcuni giorni di acceso dibattito, vennero fatti piani per sfidare gli ordini di Edoardo I. Alcune settimane dopo venne riunito velocemente un Parlamento scozzese e 12 membri di un consiglio di guerra (quattro conti, quattro baroni e quattro vescovi, rispettivamente) furono scelti come consiglieri del re Giovanni. Vennero immediatamente inviati emissari per informare Re Filippo IV di Francia delle intenzioni degli inglesi. Essi negoziarono anche un trattato con il quale gli scozzesi avrebbero invaso l'Inghilterra se gli inglesi avessero invaso la Francia; in cambio, i francesi avrebbero sostenuto gli scozzesi. Il trattato sarebbe stato suggellato dal matrimonio organizzato tra Edward Balliol (figlio di John) e Jeanne de Valois (nipote di Filippo). Un altro trattato con re Eirik II di Norvegia fu concluso. In base ad esso il sovrano norvegese avrebbe concesso la somma di 50 000 groats, con la quale sarebbero state fornite 100 navi per quattro mesi l'anno, fino a quando le ostilità tra Inghilterra e Francia fossero continuate.
Benché la Norvegia non agisse mai, l'alleanza franco-scozzese, nota successivamente come Auld Alliance, fu rinnovata di frequente fino al 1560. Fu solo verso il 1295 che Edoardo I venne a sapere dei negoziati segreti tra Francia e Scozia. Ai primi di ottobre, egli iniziò a rafforzare le sue difese settentrionali contro una possibile invasione. Fu a questo punto che Robert Bruce, 6° Lord di Annandale (padre del futuro Re Robert Bruce) fu nominato da Edoardo governatore del Castello di Carlisle. Edoardo ordinò anche a John Balliol di cedere il controllo dei castelli e dei borghi di Berwick, Jedburgh e Roxburgh.
A dicembre, più di 200 dei vassalli di Edoardo a Newcastle furono convocati per formare una milizia entro marzo 1296; a febbraio una flotta salpò verso nord per incontrarsi con le sue forze di terra a Newcastle. I movimenti delle forze inglesi lungo il confine anglo-scozzese non passò inosservato. Per tutta risposta, il Re John Balliol invitò tutti gli scozzesi in grado di portare armi a riunirsi a Caddonlee per il giorno 11 marzo. Diversi nobili scozzesi scelsero di ignorare l'invito, compreso Robert Bruce, Conte di Carrick, il cui padre aveva ricevuto la proprietà di Annandale togliendola a John Balliol e riassegnandola a John 'Il Rosso' Comyn.

### Inizio della guerra: 1296–1306
La Prima Guerra d'Indipendenza Scozzese può essere grossolanamente divisa in quattro fasi: l'iniziale invasione e il successo inglese del 1296; le campagne condotte da William Wallace, Andrew de Moray e vari Guardiani Scozzesi dal 1297 fino a quando John Comyn negoziò la generale sottomissione scozzese del febbraio 1304; le nuove campagne condotte da Robert Bruce tra la sua incoronazione nel 1306 e la vittoria scozzese di Bannockburn nel 1314; e una fase finale delle iniziative diplomatiche e delle campagne militari in Scozia, Irlanda e Inghilterra del nord dal 1314 fino al Trattato di Edimburgo-Northampton del 1328.
La guerra iniziò in fretta con il saccheggio inglese di Berwick nel marzo del 1296, seguito dalla sconfitta scozzese alla Battaglia di Dunbar e l'abdicazione di John Balliol a luglio. L'invasione inglese aveva soggiogato gran parte del paese già ad agosto e, dopo aver rimosso la Pietra del Destino dall'Abbazia di Scone trasportandola all'Abbazia di Westminster, Edoardo convocò un parlamento a Berwick, dove i nobili scozzesi resero omaggio al Re d'Inghilterra. La Scozia era tutt'altro che conquistata. Le rivolte che scoppiarono all'inizio del 1297, guidate da William Wallace, Andrew de Moray e altri nobili scozzesi, costrinsero Edoardo a inviare un maggior numero di uomini a contrastare gli scozzesi, e benché riuscissero a costringere i nobili a capitolare a Irvine (Regno Unito), le continue campagne di Wallace e de Moray finirono per far arridere la prima importante vittoria agli scozzesi a Stirling Bridge.
Essa venne seguita da raid scozzesi nell'Inghilterra del nord e alla nomina di Wallace a Guardiano di Scozia nel marzo del 1298. Ma a luglio, Edoardo invase ancora, intendendo schiacciare Wallace e i suoi seguaci, e sconfisse gli scozzesi a Falkirk. Edoardo non riuscì però a sottomettere del tutto la Scozia prima di fare ritorno in Inghilterra. Ci sono state, comunque, diverse storie riguardanti Wallace e ciò che fece dopo la battaglia di Falkirk. Alcune fonti sostengono che Wallace si recò in Francia e combatté per il re francese contro gli inglesi nella guerra che essi avevano in corso mentre il Vescovo Lamberton di St Andrews, che aveva fornito un grosso sostegno alla causa scozzese, si recava a parlare con il Papa.

### Re Robert Bruce: 1306–1314
A Wallace succedettero Robert I di Scozia e John Comyn come guardiani associati, con William Lamberton, Vescovo di St Andrews eletto nel 1299 come terzo, neutrale Guardiano per cercare di mantenere l'ordine tra i due. Nel corso di quell'anno, pressioni diplomatiche dalla Francia e da Roma persuasero Edoardo ad affidare l'imprigionato Re Giovanni in custodia al Papa, e Wallace fu inviato in Francia per cercare l'aiuto di Filippo IV; probabilmente si recò anche a Roma. Altre campagne di Edoardo nel 1300 e nel 1301 portarono ad una tregua tra gi scozzesi e gli inglesi nel 1302. Dopo un'ulteriore campagna nel 1303/1304, il Castello di Stirling, l'ultimo importante bastione scozzese, cadde in mano agli inglesi, e, nel febbraio del 1304, negoziati condussero molti dei rimanenti nobili a tributare omaggio a Edoardo ma non alla resa degli scozzesi.
A questo punto, Robert Bruce e William Lamberton potrebbero avere stretto un'alleanza segreta, con lo scopo di mettere Bruce sul trono scozzese e continuare la battaglia. Tuttavia, Lamberton proveniva da una famiglia associata alla fazione Balliol-Comyn e le sue reali lealtà sono ignote. Dopo la cattura e l'esecuzione di Wallace nel 1305, la Scozia sembrò essere definitivamente conquistata e la rivolta si calmò per un certo tempo.
La ribellione riprese quando Bruce e Comyn, i due sopravvissuti pretendenti al trono scozzese, si accordarono affinché uno dei due rinunciasse alla propria pretesa al trono di Scozia, ricevendo in cambio dall'altro terre e sostenendolo nella pretesa al trono. Sembra tuttavia che Comyn avesse in realtà pensato di ottenere sia il trono che le terre tradendo Bruce a favore degli inglesi. Quando nel 1306 un messaggero che trasportava documenti da Comyn a Edoardo fu catturato da Bruce e i suoi sodali, Bruce chiese di incontrare John Comyn e lo uccise durante un litigio. Bruce convocò quindi i prelati e i nobili che lo sostenevano e si fece incoronare Re degli Scozzesi a Scone. Egli diede quindi inizio a una nuova campagna per liberare la Scozia.
Dopo essere stato inizialmente sconfitto in battaglia, fu scacciato dalla Scozia continentale e dichiarato fuorilegge. Bruce venne fuori dal suo nascondiglio nel 1307. Gli scozzesi si unirono a lui ed egli sconfisse gli inglesi in un certo numero di battaglie. Le sue forze continuarono a rinforzarsi, incoraggiate in parte dalla morte di Edoardo I nel luglio del 1307. La Battaglia di Bannockburn nel 1314 costituì in particolare un'importante vittoria degli scozzesi.

### Da Bannockburn a Edimburgo-Northampton: 1314–1328
Nel 1320, la Dichiarazione di Arbroath fu inviata da un gruppo di nobili scozzesi al Papa affermando l'indipendenza scozzese dall'Inghilterra. Due dichiarazioni dello stesso tono furono inviate anche dal Clero e da Roberto I. Nel 1327, Edoardo II d'Inghilterra venne deposto e ucciso. L'invasione dell'Inghilterra del Nord da Robert Bruce costrinse Edoardo III d'Inghilterra a firmare il Trattato di Edimburgo-Northampton il 1º maggio 1328, con il quale riconosceva l'indipendenza della Scozia con Bruce come Re. Per suggellare ulteriormente la pace, il figlio ed erede di Robert David sposò la sorella di Edoardo III.

## La Seconda Guerra d'Indipendenza: 1332–1357
Dopo la morte di Robert Bruce, Re David II era troppo giovane per governare, così il Guardiano del regno divenne Thomas Randolph (I conte di Moray). Ma Edoardo III, nonostante avesse dato il suo nome al Trattato di Edimburgo-Northampton, era determinato a vendicare l'umiliazione subita dagli scozzesi e poté contare sull'assistenza di Edward Balliol, figlio di John Balliol e pretendente al trono scozzese.
Edoardo III ebbe anche il sostegno di un gruppo di nobili scozzesi, condotti da Balliol ed Henry Beaumont, noto come il 'Diseredato.' Questo gruppo di nobili aveva sostenuto gli inglesi nel corso della Prima Guerra e, dopo Bannockburn, Robert Bruce li aveva privati di titoli e terre, assegnandoli ai suoi alleati. Quando la pace fu conclusa, essi non ricevettero alcuna riparazione di guerra. Questi diseredati volevano a tutti i costi recuperare le proprie terre e si sarebbero dimostrati ostili alla pace. Il Conte di Moray morì il 20 luglio 1332. La nobiltà scozzese si riunì a Perth dove elessero Domhnall II, Conte di Mar come nuovo Guardiano. Nel frattempo una piccola banda condotta da Balliol aveva fatto vela dall'Humber. Costituita da nobili diseredati e da mercenari, essi probabilmente non raggiungevano le cento unità.
Edoardo III era ancora formalmente in pace con David II e i suoi affari con Balliol furono quindi deliberatamente oscurati. Egli, ovviamente, sapeva cosa stava succedendo e Balliol probabilmente tributò omaggio prima di partire, ma lo schema disperato di Balliol deve essere sembrato condannato al fallimento. Edoardo quindi rifiutò di permettere a Balliol di invadere la Scozia attraversando il Tweed. Questo sarebbe infatti stato considerato una palese rottura del trattato. Egli consentì a chiudere un occhio nei confronti di un'invasione dal mare, ma mise in chiaro che li avrebbe sconfessati e che avrebbe confiscato tutte le terre inglesi nel caso Balliol e i suoi amici avesse fallito. I "diseredati" presero terra a Kinghorn nel Fife il 6 agosto. Le notizie della loro avanzata li avevano preceduti, e, mentre marciavano verso Perth, essi si trovarono la strada sbarrata da un grosso esercito scozzese, costituito in massima parte da fanteria, agli ordini del nuovo Guardiano.
Alla Battaglia di Dupplin Moor, l'esercito di Balliol, comandato da Henry Beaumont, sconfisse il più numeroso esercito scozzese. Beaumont fece uso delle stesse tattiche che gli inglesi avrebbero reso famose nella Guerra dei Cent'Anni, con cavalieri appiedati al centro e gli arcieri ai fianchi. Trovatisi in una micidiale pioggia di frecce, gran parte degli scozzesi non riuscirono nemmeno a raggiungere le linee nemiche. Quando il massacro fu finalmente giunto alla conclusione, il Conte di Mar, Sir Robert Bruce (un figlio illegittimo di Robert Bruce), molti nobili e circa 2 000 scozzesi erano stati assassinati. Edward Balliol venne quindi incoronato Re degli Scozzesi, prima a Perth, e poi ancora a settembre all'Abbazia di Scone. Il successo di Balliol colse di sorpresa Edoardo III, e temendo che l'invasione di Balliol sarebbe alla fine fallita con conseguente invasione dell'Inghilterra da parte degli scozzesi, mosse a nord con il suo esercito.
In ottobre, Sir Archibald Douglas, ora Guardiano di Scozia, stipulò una tregua con Balliol, apparentemente per consentire al parlamento scozzese di riunirsi e decidere chi fosse il loro vero re. Imbaldanzito dalla tregua, Balliol smantellò gran parte delle truppe inglesi e si mosse verso Annan, sulla riva nord del Solway Firth. Inviò due lettere aperte, dicendo che con l'aiuto dell'Inghilterra egli aveva reclamato il suo regno, e riconobbe che la Scozia era sempre stata un feudo dell'Inghilterra. Promise anche terre a Edoardo III situate sul confine, compresa Berwick-on-Tweed, e che avrebbe servito Edoardo per il resto della propria vita. Ma a dicembre, Douglas attaccò Balliol ad Annan nelle prime ore del mattino. Gran parte degli uomini fu uccisa, benché egli stesso riuscisse a fuggire attraverso un buco nel muro, e scappò, nudo e a cavallo, verso Carlisle.
Ad aprile 1333, Edoardo III e Balliol, con un grosso esercito inglese, presero d'assedio Berwick. Archibald Douglas tentò di liberare la città a luglio, ma fu sconfitto e ucciso alla Battaglia di Halidon Hill. David II e la propria Regina furono spostati per sicurezza al Dumbarton Rock, mentre Berwick si arrendeva e veniva annessa da Edoardo. A questo punto, gran parte della Scozia si trovava sotto occupazione inglese, con otto delle contee delle Lowlands scozzesi cedute all'Inghilterra da Edward Balliol. All'inizio del 1334, Filippo VI di Francia offrì asilo in Francia a David II e alla sua corte, e a maggio essi arrivarono in Francia, stabilendo una corte in esilio a Château-Gaillard in Normandia. Filippo decise anche di far fallire i negoziati di pace Anglo-Francesi che stavano in quel momento avendo luogo (in quel periodo Inghilterra e Francia erano impegnate in dispute che avrebbero portato alla Guerra dei Cent'Anni), dichiarando a Edoardo III che ogni trattato fra Inghilterra e Francia avrebbe dovuto comprendere il Re degli Scozzesi in esilio.
In assenza di David, una serie di Guardiani continuava a combattere. A novembre, Edoardo III invase ancora, ma concluse poco e si ritirò a febbraio del 1335 principalmente a causa del fallimento di trascinare gli scozzesi in battaglia. Egli e Edward Balliol tornarono ancora una volta a luglio con un esercito di 13 000 uomini, e avanzò attraverso la Scozia, prima a Glasgow e poi a Perth, dove Edoardo III si installò mentre il suo esercito saccheggiava e distruggeva la campagna circostante. A questo punto gli scozzesi seguirono un piano per evitare di dare battaglia in campo aperto, affidandosi invece a piccole azioni di cavalleria pesante - a quel tempo pratica normale. Alcuni leader scozzesi, compreso il conte di Atholl, che era tornato in Scozia con Edward Balliol nel 1332 e nel 1333, ma aveva disertato passando nelle file di Bruce.
A seguito del ritorno di Edoardo in Inghilterra, i restanti capi della resistenza scozzese scelsero Sir Andrew Murray come Guardiano. Egli negoziò presto una tregua con Edoardo fino ad aprile 1336, durante la quale, vari emissari francesi e pontifici tentarono di negoziare una pace tra i due paesi. A gennaio, gli scozzesi strapparono un abbozzo di trattato con il quale si riconosceva Edward Balliol, vecchio e senza figli, come Re, fino a che David II sarebbe stato suo erede e David avesse lasciato la Francia per vivere in Inghilterra. Tuttavia, David II respinse la proposta di pace e ogni altra tregua. A maggio, un esercito inglese agli ordini Enrico Plantageneto invase, seguito a luglio da un altro esercito agli ordini di Re Edoardo. Insieme, devastarono gran parte del nordest saccheggiando Elgin ed Aberdeen, mentre un terzo esercito depredava il sudovest e la vallata della Clyde. Incitato da questa invasione, Filippo VI di Francia annunciò che intendeva di sostenere gli scozzesi con ogni mezzo in suo potere, e che aveva pronti un numeroso esercito e una flotta pronti a invadere sia Inghilterra che Scozia.
Edoardo tornò subito in Inghilterra, mentre gli scozzesi, agli ordini di Murray, catturavano e distruggevano i bastioni inglesi saccheggiando la campagna rendendola inabitabile per gli inglesi. Benché Edoardo III sconfinasse ancora, stava diventando più ansioso circa la possibile invasione francese, e verso la fine del 1336, gli scozzesi avevano ripreso il controllo virtualmente su tutta la Scozia e per il 1338 la marea si era invertita. Mentre "Agnes la Nera", Contessa consorte Dunbar e March, continuava a resistere all'assedio posto dagli inglesi al Castello di Dunbar, lanciando sfide e insulti dagli spalti, la Scozia prendeva respiro allorché Edoardo III reclamò il trono di Francia e portò i suoi eserciti nelle Fiandre, dando inizio alla Guerra dei Cent'Anni contro la Francia.
Così, in appena nove anni, il regno duramente conquistato da Robert Bruce era stato fatto a pezzi e ricostruito. Molti dei suoi esperti nobili erano morti e l'economia che aveva appena iniziato a riprendersi dalla precedenti guerre si trovava nuovamente a brandelli. Fu in un paese impoverito e in cerca di pace e di un buon governo che infine David II fu infine in grado di tornare a giugno del 1341. Al ritorno di David, egli fu determinato a essere all'altezza del suo illustre padre. Ignorò le tregue con l'Inghilterra e fu determinato a stare a fianco del suo alleato Filippo VI durante i primi anni della Guerra dei Cent'Anni. Nel 1341 condusse un raid in Inghilterra costringendo Edoardo III a schierare un esercito a nord per rinforzare i confini.
Nel 1346, dopo altri radi scozzesi, Filippo VI chiese una contro-invasione in Inghilterra per liberare la stretta inglese su Calais. David accettò di buon grado e condusse personalmente un esercito scozzese a sud con l'intenzione di prendere Durham. Per tutta risposta, un esercito inglese si mosse verso nord dallo Yorkshire per affrontare gli scozzesi. Il 14 ottobre, alla Battaglia di Neville's Cross, gli scozzesi furono sconfitti. Patirono pesanti perdite e David venne ferito al volto da due frecce prima di essere catturato. Era rimasto però abbastanza in forze per rompere due denti dalla bocca di chi lo aveva catturato. Dopo un periodo di convalescenza, fu imprigionato nella Torre di Londra, dove rimase per 11 anni, durante i quali la Scozia fu governata dal nipote, Robert Stewart, 7° Alto Cerimoniere. Edward Balliol ritornò in Scozia subito dopo con una piccola forza, in un ultimo tentativo di liberarla. Riuscì solo a riprendere il controllo di parte del Galloway, con il suo potere ivi riducendosi fino al 1355. Infine rinunciò alle sue pretese al trono scozzese a gennaio 1356, morendo senza figli nel 1364.
Finalmente, il 3 ottobre 1357, David fu rilasciato in esito al Trattato di Berwick, con il quale gli scozzesi accettavano di pagare un enorme riscatto di 100 000 merk per lui (1 merk equivaleva a 2/3 di una sterlina inglese) pagabile in dieci anni. Fu necessario ricorrere a pesanti tassazioni per ottenere i fondi per il riscatto, che fu pagato a rate, e David si alienò i propri sudditi usando il denaro per i propri scopi. Il paese si trovava allora in grandi ambasce; era stato saccheggiato dalla guerra e anche dalla peste. La prima rata del riscatto fu pagata puntualmente. La seconda in ritardo e dopo questa non ne poté essere pagata nessun'altra.
Nel 1363, David si recò a Londra e accettò di morire senza figli, che la corona passasse a Edoardo (suo cognato) o a uno dei suoi figli, e che la Pietra del Destino fosse restituita in occasione della loro incoronazione come Re degli Scozzesi; tuttavia sembra che questo non fosse che un tentativo disonesto di rinegoziare il riscatto perché David sapeva perfettamente che il Parlamento avrebbe respinto questo accordo senza pensarci due volte. Gli scozzesi di fatto respinsero questo accordo, offrendo di pagare il riscatto (ora aumentato a 100 000 sterline). Fu stabilita una tregua venticinquennale e nel 1369, il trattato del 1365 fu invalidato e sostituito con uno più favorevole agli scozzesi, per l'influenza della guerra con la Francia. I nuovi termini prevedevano che i 44 000 merk già pagati venivano dedotti dagli originali 100 000 con il resto da pagare a rate di 4 000 per i successivi 14 anni.
Quando Edoardo morì, nel 1377, c'erano ancora da pagare 24 000 merk che non furono mai pagati. David stesso aveva perduto la sua popolarità e il rispetto dei suoi nobili quando sposò la vedova di un laird minore dopo la morte della moglie inglese. Morì a febbraio del 1371. Alla fine della campagna, la Scozia restava indipendente e lo sarebbe rimasta fino all'unificazione delle corone inglese e scozzese nel 1603, quando il Regno d'Inghilterra, già in unione personale con il Regno d'Irlanda fin dal 1542, passò in eredità a Giacomo VI, re degli Scozzesi. L'unificazione formale del Regno d'Inghilterra e del Regno di Scozia per creare il Regno di Gran Bretagna fu completata con il Trattato di Unione del 1707.

### Principali battaglie ed eventi
- Battaglia di Dunbar (1296)
- Battaglia di Stirling Bridge, 1297
- Battaglia di Falkirk, 1298
- Battaglia di Roslin, 1303
- Battaglia di Happrew, 1304
- Assedio del castello di Stirling, 1304
- Azione di Earnside, 1304
- Battaglia di Methven, 1306
- Battaglia di Dalry, 1306
- Battaglia di Loch Ryan, 1307
- Battaglia di Turnberry, 1307
- Battaglia di Glen Trool, 1307
- Battaglia di Loudoun Hill, 1307
- Battaglia di Slioch, 1307
- Battaglia di Inverurie, 1308
- Sacco di Buchan, 1308
- Battaglia del fiume Dee, 1308
- Battaglia del Passo di Brander, 1308
- Presa di Roxburgh (1314)
- Battaglia di Bannockburn, 1314
- Battaglia di Connor, 1315
- Battaglia di Skaithmuir, 1316
- Battaglia di Skerries, 1316
- Battaglia di Faughart, 1318
- Presa di Berwick, 1318
- Battaglia di Myton, 1319
- Dichiarazione di Arbroath, 1320
- Battaglia di Boroughbridge, 1322
- Battaglia di Old Byland, 1322
- Trattato di Corbeil, 1326
- Battaglia di Stanhope Park, 1327
- Trattato di Edimburgo-Northampton, 1328
- Battaglia di Dupplin Moor, 1332
- Battaglia di Halidon Hill, 1333
- Battaglia di Dornock, 1333
- Battaglia di Boroughmuir, 1335
- Battaglia di Culblean, 1335
- Battaglia di Neville's Cross, 1346
- Trattato di Berwick, 1357

### Personaggi importanti

#### Scozia
- Re David II
- Re John Balliol
- Edward Bruce
- John Comyn e John III Comyn — Guardiani (1298–1301, 1304)
- Archibald il Truce — Guardiano (1332–1333)
- Sir Archibald Douglas - Guardiano, k. Battaglia di Halidon Hill 1333
- James Douglas (condottiero), "il Nero" o "il Guid"
- Agnes Dunbar, Contessa Consorte di Dunbar/March
- Donnchadh IV, Conte di Fife, (1288–1353)
- William Lamberton — Vescovo di St Andrews (1298–1328)
- Maol Choluim II, Conte di Lennox (1303-33)
- Bernard of Arbroath — Cancelliere (1308–1328)
- Domhnall I, Conte di Mar (1276-1301)
- Gartnait, Conte di Mar (1301-05)
- Domhnall II, Conte di Mar (1305-32) Guardiano (1332)
- Andrew de Moray
- Sir Andrew Murray — Guardiano (1332, 1335–1338)
- Thomas Randolph (I conte di Moray) — Guardiano (1329–1332)
- Re Roberto I Bruce
- John de Soulis — Guardiano (1301–1304)
- Robert Stewart, 7° Alto Cerimoniere — Tenente (1346–1357)
- Uilleam II, Conte di Ross (1274-23)
- Aodh, Conte di Ross (1323-33)
- Walter Stewart
- Maol Íosa III, Conte di Strathearn (1271-1317)
- Maol Íosa IV, Conte di Strathearn (1317-29)
- Maol Íosa V, Conte di Strathearn, 1330-4, Conte di Caithness & Orkney, 1331-50
- William Wallace
- Robert Wishart — Vescovo di Glasgow (1272–1317)

#### Inghilterra
- Re Edoardo I
- Re Edoardo II
- Re Edoardo III
- Edward Balliol
- Henry Beaumont, IV Conte di Buchan
- Humphrey de Bohun, IV conte di Hereford
- John de Bretagne, IV Conte di Richmond
- Enrico Plantageneto, I duca di Lancaster
- David of Strathbogie, X Conte di Atholl
- David of Strathbogie, XI Conte di Atholl
- Gilbert de Umfraville, IX Conte di Angus
- Aymer de Valence, II conte di Pembroke
- John de Warenne, VII Conte del Surrey

#### Altri personaggi importanti
- Filippo IV di Francia
- Filippo VI di Francia
- Papa Giovanni XXII